# علامة ترتيب البايتات
علامة ترتيب البايتات (BOM) هي علامة يونيكود لتحديد ترتيب تخزين أو إرسال المعلومات التي تتطلب أكثر من بايت لتخزنها. ولها الرمز U+FEFF.

## المشكلة التي تحلها هذه العلامة
تبرز مشكلة ترتيب البايتات عندما يتم نقل معلومات التي تحتاج إلى أكثر من بايت من معالج إلى معالج آخر. فكما هو معلوم، جميع المعلومات التي يعالجها الحاسوب تمثل بأرقام. بعض تلك الأرقام تمتد إلى أكثر من 8 بتات (أي أكثر من بايت واحد). وهذه الأرقام يجب أن تخزن في وحدة ذاكرة الوصول العشوائي حتى يستطيع المعالج التعامل معها. ولكن معظم تلك الوحدات تخزن المعلومات في وحدات مكونة من 8 بتات والتي لا تستطيع احتواء الأرقام الكبيرة بأكملها. لذا تُقسم الأرقام الكبيرة حتى تستطيع وحدة الذاكرة استيعابها.
ولكن أي جرء من هذه الأرقام يخزن أولاً؟
توجد أكثر من طريقة لتخزين هذه الأجزاء ولكن طريقتان فقط اشتهرتا. الأولى تنص على تخزين القسم الذي له اقل وزن أولا، ثم الأثقل فالأثقل. والأخرى تنص بعكس الأولى (أي الأثقل وزناً يخزن أولاً). بسبب اختلاف طريقة التخزين (و الإرسال) من نظام لآخر ولأن بعض صيغ اليونيكود تمتد إلى أكثر من 8 بتات (UTF-16 و UTF-32)، تستخدم علامة BOM لتحديد ترتيب البايتات.

## وصلات خارجية
- http://www.unicode.org/faq/utf_bom.html
- http://www.unicode.org/versions/Unicode5.0.0